# Destination Anywhere
Destination Anywhere ist eine Ska-Punk-/Pop-Punk-Band aus der Region Siegen.

## Geschichte
Gegründet wurde die Punk-Band Destination Anywhere 2006 in der Region Siegen. Destination Anywhere besteht aus David Conrad (Gesang), Tim Klein (Gitarre), Andre Rüddigkeit (Bass), Peter Stock (Schlagzeug), Christian Jüngst (Saxophon), Julian Puchelt (Trompete) und Simon Bradatsch (Posaune). Die Gruppe veröffentlichte ihr Debütalbum im Jahr 2008. Bereits im Gründungsjahr erschien die EP Coffee, Horn & Cigarettes. Der Longplayer trägt den Namen Sobstuff, Tales & Anthems und wurde bereits 15.000 mal heruntergeladen. Auf Konzerten konnten des Weiteren 5.000 Exemplare des Albums als CD verkauft werden.
Gemeinsam mit dem Produzenten David Bonk, der bereits mit Panik, Aloha from Hell und LaFee zusammenarbeitete, nahm Destination Anywhere 2009 die EP You Won’t Bring Me Down auf. Bereits 2010 erschien mit Party, Love & Tragedy, das ebenfalls von Bonk produziert wurde, der Nachfolger des Debütalbums Sobstuff, Tales & Anthems.
Die Gruppe spielte bereits auf mehreren größeren Musikfestivals in Deutschland, darunter das Mair1 Festival (2007, 2008), dem Traffic Jam Open Air (2011) und Rock am Ring (2012). Letzteren Auftritt erreichte die Gruppe durch den Erfolg beim „Ringrocker Bandcontest“, wo sich die Gruppe gegen ca. 400 Bands aus aller Welt, darunter Urma Sellinger, Angel at My Table, Save Our Souls und Black 13 Angelz, durchsetzen konnte. Weitere Aufmerksamkeit erreichte die Gruppe durch ihren Auftritt am 1. Juni 2012 während Rock am Ring, als die Musiker als Affen verkleidet auf die Bühne kamen und Bananen ins Publikum warfen. Die Rhein-Zeitung beschrieb den Auftritt als „Novum der Rock-am-Ring-Geschichte“. Auf der „Clubstage“ spielte die Gruppe unter anderem mit As I Lay Dying, FM Belfast, Mastodon und Opeth.
Am 1. März 2013 erschien das dritte Album der Band, das den Namen Hier ist Godot trägt. Auf diesem greift die Band im Gegensatz zu allen davor veröffentlichten Liedern auf deutsche Texte zurück.
Im Oktober 2015 gab die Band bekannt, dass ihr viertes Studio- und zweites deutschsprachiges Album im Jahr 2016 veröffentlicht wird, das ebenfalls mit Hilfe des Produzenten David Bonk entstand.
Nachdem im Mai 2018 das fünfte Album „Bomben“ erschienen war, kündigte die Band im Frühling 2019 an, sich nach einer Abschiedstour im Herbst aufzulösen. Die Abschiedstour führte die Band zunächst durch Osnabrück, Berlin, Hamburg, Düsseldorf, München und Koblenz und endete mit einem letzten Konzert in Siegen.
Im September 2022 feierte die Band mit der Single Erkennst du mich denn wieder? ihr Comeback.
2023 erschien das Album „Mehr Davon“ und die Band spielte bei der dazugehörigen Tour Konzerte in Koblenz, Oberhausen, Frankfurt, Köln, Hamburg, Hannover und Siegen.
2025 veröffentlichte die Band im April die neue Single Party & Randale und im Mai die Single Schmerztablette.

## Diskografie

### EPs
- 2006: Coffee, Horn & Cigarettes
- 2009: You Won’t Bring Me Down
- 2014: Fuck Off
- 2015: Von der Destination Anywhere Brass Section: Lass Sie Reden und Im Westen Nix Neues/Tochter auf Innenseiten eines Außenseiters EP von Prinz Pi

### Alben
- 2008: Sobstuff, Tales & Anthems
- 2010: Party, Love & Tragedy
- 2013: Hier ist Godot
- 2016: Unter den Wolken
- 2018: Bomben
- 2019: Komm, hör doch auf! (Live)
- 2023: Mehr davon

### Singles
- 2025: Party & Randale
- 2025: Schmerztablette[13]